# Borčice
Borčice es un municipio del distrito de Ilava en la región de Trenčín, Eslovaquia, con una población estimada a final del año 2024 de 752 habitantes.
Se encuentra ubicado al norte de la región, cerca del río Váh (cuenca hidrográfica del río Danubio) y de la frontera con la República Checa.

## Demografía
| Año        | 1994 | 2004    | 2014     | 2024     |
| ---------- | ---- | ------- | -------- | -------- |
| Población  | 392  | 377     | 535      | 752      |
| Diferencia |      | −3,82 % | +41,90 % | +40,56 % |

| Año        | 2023 | 2024    |
| ---------- | ---- | ------- |
| Población  | 746  | 752     |
| Diferencia |      | +0,80 % |